# Bad Boys (Alexandra Burke)
Bad Boys is een electropop-nummer van de Britse X-Factor-winnares Alexandra Burke. Het nummer, een samenwerking met Flo Rida, wordt op 31 januari 2010 in Nederland uitgebracht en is de tweede single van haar album Overcome.

## Hitnoteringen

### Nederlandse Top 40
| Hitnotering: 23-01-2010 t/m 24-04-2010 | Hitnotering: 23-01-2010 t/m 24-04-2010 | Hitnotering: 23-01-2010 t/m 24-04-2010 | Hitnotering: 23-01-2010 t/m 24-04-2010 | Hitnotering: 23-01-2010 t/m 24-04-2010 | Hitnotering: 23-01-2010 t/m 24-04-2010 | Hitnotering: 23-01-2010 t/m 24-04-2010 | Hitnotering: 23-01-2010 t/m 24-04-2010 | Hitnotering: 23-01-2010 t/m 24-04-2010 | Hitnotering: 23-01-2010 t/m 24-04-2010 | Hitnotering: 23-01-2010 t/m 24-04-2010 | Hitnotering: 23-01-2010 t/m 24-04-2010 | Hitnotering: 23-01-2010 t/m 24-04-2010 | Hitnotering: 23-01-2010 t/m 24-04-2010 | Hitnotering: 23-01-2010 t/m 24-04-2010 | Hitnotering: 23-01-2010 t/m 24-04-2010 |
| Week                                   | 1                                      | 2                                      | 3                                      | 4                                      | 5                                      | 6                                      | 7                                      | 8                                      | 9                                      | 10                                     | 11                                     | 12                                     | 13                                     | 14                                     |                                        |
| -------------------------------------- | -------------------------------------- | -------------------------------------- | -------------------------------------- | -------------------------------------- | -------------------------------------- | -------------------------------------- | -------------------------------------- | -------------------------------------- | -------------------------------------- | -------------------------------------- | -------------------------------------- | -------------------------------------- | -------------------------------------- | -------------------------------------- | -------------------------------------- |
| Nummer                                 | 33                                     | 23                                     | 19                                     | 15                                     | 10                                     | 10                                     | 8                                      | 9                                      | 9                                      | 9                                      | 16                                     | 20                                     | 25                                     | 36                                     | uit                                    |

### NederlandseSingle Top 100
| Hitnotering: 16-01-2010 t/m 27-03-2010 | Hitnotering: 16-01-2010 t/m 27-03-2010 | Hitnotering: 16-01-2010 t/m 27-03-2010 | Hitnotering: 16-01-2010 t/m 27-03-2010 | Hitnotering: 16-01-2010 t/m 27-03-2010 | Hitnotering: 16-01-2010 t/m 27-03-2010 | Hitnotering: 16-01-2010 t/m 27-03-2010 | Hitnotering: 16-01-2010 t/m 27-03-2010 | Hitnotering: 16-01-2010 t/m 27-03-2010 | Hitnotering: 16-01-2010 t/m 27-03-2010 | Hitnotering: 16-01-2010 t/m 27-03-2010 | Hitnotering: 16-01-2010 t/m 27-03-2010 | Hitnotering: 16-01-2010 t/m 27-03-2010 |
| Week                                   | 1                                      | 2                                      | 3                                      | 4                                      | 5                                      | 6                                      | 7                                      | 8                                      | 9                                      | 10                                     | 11                                     |                                        |
| -------------------------------------- | -------------------------------------- | -------------------------------------- | -------------------------------------- | -------------------------------------- | -------------------------------------- | -------------------------------------- | -------------------------------------- | -------------------------------------- | -------------------------------------- | -------------------------------------- | -------------------------------------- | -------------------------------------- |
| Nummer                                 | 58                                     | 32                                     | 24                                     | 37                                     | 37                                     | 39                                     | 38                                     | 41                                     | 31                                     | 49                                     | 58                                     | uit                                    |

### VlaamseUltratop 50
| Hitnotering: 23-01-2010 t/m 24-04-2010 | Hitnotering: 23-01-2010 t/m 24-04-2010 | Hitnotering: 23-01-2010 t/m 24-04-2010 | Hitnotering: 23-01-2010 t/m 24-04-2010 | Hitnotering: 23-01-2010 t/m 24-04-2010 | Hitnotering: 23-01-2010 t/m 24-04-2010 | Hitnotering: 23-01-2010 t/m 24-04-2010 | Hitnotering: 23-01-2010 t/m 24-04-2010 | Hitnotering: 23-01-2010 t/m 24-04-2010 | Hitnotering: 23-01-2010 t/m 24-04-2010 | Hitnotering: 23-01-2010 t/m 24-04-2010 | Hitnotering: 23-01-2010 t/m 24-04-2010 | Hitnotering: 23-01-2010 t/m 24-04-2010 | Hitnotering: 23-01-2010 t/m 24-04-2010 | Hitnotering: 23-01-2010 t/m 24-04-2010 | Hitnotering: 23-01-2010 t/m 24-04-2010 |
| Week                                   | 1                                      | 2                                      | 3                                      | 4                                      | 5                                      | 6                                      | 7                                      | 8                                      | 9                                      | 10                                     | 11                                     | 12                                     | 13                                     | 14                                     |                                        |
| -------------------------------------- | -------------------------------------- | -------------------------------------- | -------------------------------------- | -------------------------------------- | -------------------------------------- | -------------------------------------- | -------------------------------------- | -------------------------------------- | -------------------------------------- | -------------------------------------- | -------------------------------------- | -------------------------------------- | -------------------------------------- | -------------------------------------- | -------------------------------------- |
| Nummer                                 | 29                                     | 12                                     | 16                                     | 15                                     | 16                                     | 18                                     | 26                                     | 18                                     | 18                                     | 40                                     | 48                                     | 33                                     | 42                                     | 44                                     | uit                                    |